# Église de la Sainte-Trinité de Gornji Adrovac
Pour les articles homonymes, voir Église de la Sainte-Trinité.
L'église de la Sainte-Trinité de Gornji Adrovac (en serbe cyrillique : Црква Свете Тројице у Горњем Адровцу ; en serbe latin : Crkva Svete Trojice u Gornjem Adrovcu), également connue sous le nom d'église russe, est une église orthodoxe située à Donji Adrovac, dans la municipalité d'Aleksinac et dans le district de Nišava en Serbie. Elle est inscrite sur la liste des monuments culturels protégés de la république de Serbie (no SK 237),,.

## Historique

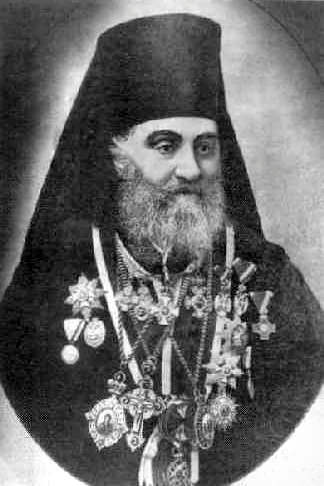
Nikanor Ružičić

L'église a été construite sur la colline de Golo brdo, à l'emplacement de la mort du colonel russe Nikolaï Raïevski (1839-1876), engagé volontaire au côté des Serbes lors de la première guerre serbo-turque et mort au combat le 20 août 1876. Nikolaï Raïevski a inspiré à Léon Tolstoï le personnage de Vronski dans Anna Karénine. Encore aujourd'hui se dresse devant l'église le monument élevé à Raïevski par ses camarades de combat,.
Le site de l'église a été acheté par la reine de Serbie Natalija Obrenović pour y ériger un bâtiment commémoratif ; des fonds pour l'édification de l'église ont été alors été envoyés par la comtesse Maria Raïevska, ainsi que des plans pour la construction et la décoration du bâtiment,. 
La construction a commencé au printemps 1902, selon des plans de l'architecte Josif Kozlar et sous la supervision de l'évêque de l'éparchie de Niš Nikanor Ružičić. L'édifice a été consacré le 2 septembre 1903.

## Architecture et décoration
L'église de la Sainte-Trinité, caractéristique de l'architecture néo-byzantine, synthétisant les architectures russes et serbes traditionnelles, s'inscrit librement dans un plan en forme de croix grecque. La partie centrale est surmontée d'un dôme massif doté de fenêtres qui éclairent chaque bras de la croix. La façade est recouverte de céramiques en forme de mosaïque où alternent le rouge et le jaune.
Les peintures intérieures, qui s'inspirent du peintre russe Victor Vasnetsov, ont été réalisées en 1903 par D. Obrenović, un artiste de Dalmatie. Les fresques syncrétisent également l'art serbe et l'art russe du Moyen Âge, avec une représentations de saints serbes et de saints russes. On y trouve ainsi des figurations du saint Prince Lazare, tué à la bataille de Kosovo Polje, aussi bien que d'Alexandre Nevski. Au-dessus du portail d'entrée du mur ouest se trouve une représentation du colonel Raïevski en uniforme d'apparat. Parmi les autres compositions de l'église figurent une représentation du baptême de la Russie et celle du couronnement de l'empereur Dušan à Skopje.
L'iconostase en bois massif a été peinte par le professeur russe Andreï Kozilov.